# Dallas Thomas
Dallas Treymell Thomas (Baton Rouge, 30 ottobre 1989) è un ex giocatore di football americano statunitense che ha giocato nel ruolo di offensive tackle. Fu scelto nel corso del terzo giro (77º assoluto) del Draft NFL 2013 dai Miami Dolphins. Al college ha giocato a football all’Università del Tennessee.

## Carriera professionistica

### Miami Dolphins
Thomas fu scelto nel corso del terzo giro del Draft 2013 dai Miami Dolphins. Debuttò come professionista nella vittoria della settimana 11 contro i San Diego Chargers. La sua stagione da rookie terminò con sei presenze, nessuna delle quali come titolare. L'anno successivo trovò maggior spazio, disputando 14 partite, di cui le prime 9 come titolare.

### Philadelphia Eagles
Nel 2017, Thomas firmò con i Philadelphia Eagles.